# Raszino (Ohrid)
Raszino (macedónul: Расино) település Észak-Macedóniában, a Délnyugati körzet Ohridi járásában.

## Népesség
| Lakosok száma | 64   | 72   | 78   | 56   | 37   | 13   | 8    | 3    |
|               | 1948 | 1953 | 1961 | 1971 | 1981 | 1991 | 2002 | 2021 |

2002-ben 8 lakosa volt, akik mindannyian macedónok.